# Зекиабад (Альборз)
Зекиабад (перс. زکی‌آباد‎) — село на севере Ирана, в остане Альборз. Входит в состав шахрестана Саводжболаг. Является частью дехестана (сельского округа) Рамджин бахша Чехарбаг.

## География
Село находится в южной части Альборза, к югу от хребта Эльбурс, на расстоянии приблизительно 16 километров к западу от Кереджа, административного центра провинции. Абсолютная высота — 1276 метров над уровнем моря.

## Население
По данным переписи 2006 года население села составляло 1051 человек (550 мужчин и 501 женщина). В Зекиабаде насчитывалось 286 семей. Уровень грамотности населения составлял 72,41 %. Уровень грамотности среди мужчин составлял 73,64 %, среди женщин — 71,06 %.